# Stirling Moss
Stirling Moss (n. 17 septembrie 1929, Greater London, Anglia, Regatul Unit – d. 12 aprilie 2020, Greater London, Anglia, Regatul Unit) a fost un pilot englez de Formula 1. A fost unul dintre cei mai de succes piloți englezi în diferite categorii de curse auto, fiind considerat unul dintre cei mai mari piloți care nu au câștigat niciun Campionat Mondial de Formula 1. Într-o perioadă de șapte ani între 1955 și 1961, Moss a terminat pe locul 2 în campionat de patru ori și pe locul trei de celelalte trei ori.
Moss a murit la Londra pe 12 aprilie 2020, la vârsta de 90 de ani, în urma unei boli îndelungate.

## Cariera în Formula 1
În 1955, conducând pentru Mercedes alături de Juan Manuel Fangio, și-a gustat prima victorie la Aintree. În 1956 a condus un Maserati și a câștigat două curse. În anul următor, deși urmărit din nou de Ferrari, a ales să conducă pentru echipa britanică Vandervell. Această decizie de a conduce echipele britanice ori de câte ori este posibil, l-ar fi putut costa în viitor Campionatele Mondiale. Un exemplu grăitor care arată măsura acestui om s-a întâmplat în 1958 la Marele Premiu al Portugaliei. În timpul cursei, Mike Hawthorn a derapat, dar a putut continua și în cele din urmă a terminat pe locul doi. Ceea ce s-a adăugat și celui mai rapid tur i-a oferit 7 puncte lui, față de cele 8 ale lui Moss pentru victorie. Hawthorn a fost însă acuzat de oficiali că a încălcat regulile, repornind în direcția opusă. Moss care a asistat la incident a venit în apărarea rivalului său și un Hawthorn ușurat a reușit să-și păstreze cele 7 puncte. În cele din urmă, Moss a pierdut campionatul față de rivalul său, deși a avut mai multe victorii decât concetățeanul său (4 la 1). Moss va continua să câștige împotriva echipelor mai mari, dar campionatul a fost mereu la un pas de acesta. Între 1955 și 1958 a ieșit de fiecare dată pe locul 2. În 1962, un accident cumplit la Goodwood avea să-i forțeze retragerea.